# Philips Arena
State Farm Arena (tidligere Philips Arena) er en sportsarena i Atlanta i Georgia, USA, der er hjemmebane for både NHL-klubben Atlanta Thrashers og NBA-holdet Atlanta Hawks. Arenaen har plads til 18.729 tilskuere, og blev indviet i 1999.